# Чемужівка
Чемужі́вка — село в Україні, у Зміївській міській громаді Чугуївського району Харківської області. Населення становить 2028 осіб. До 2020 орган місцевого самоврядування — Чемужівська сільська рада.

## Географія

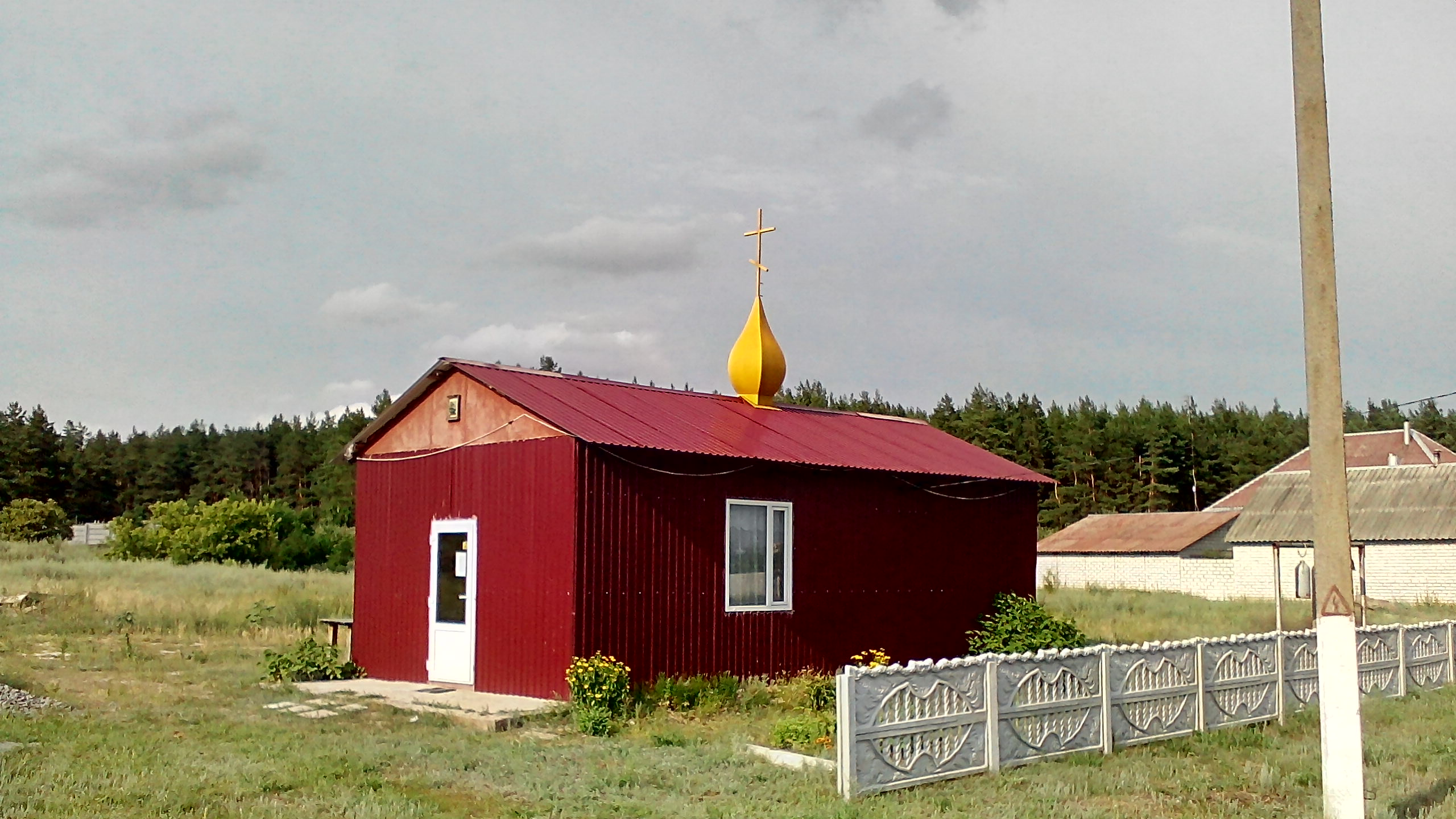
Церква Дмитра Солунського.

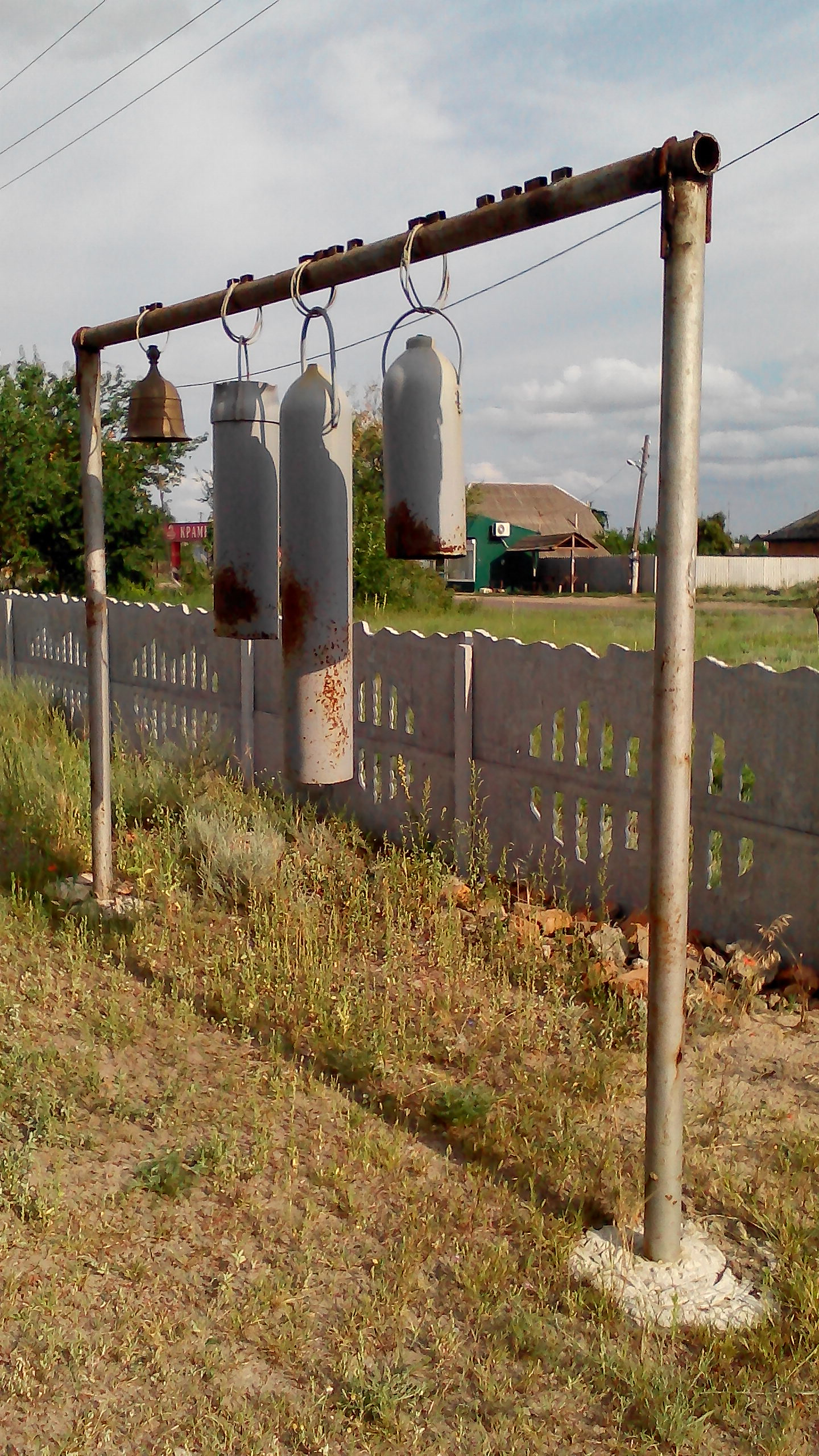
Дзвони у дворі церкви

Село Чемужівка знаходиться на лівому березі річки Мжа, яка через 4 км впадає в річку Сіверський Донець (права притока), вище за течією на відстані 2 км розташоване село Артюхівка, нижче за течією примикає місто Зміїв, на протилежному березі — село Височинівка. До села примикає великий лісовий масив (сосна). На відстані 1 км від села знаходиться залізничний зупинний пункт 27 км.

## Населення

### Мова
Розподіл населення за рідною мовою за даними перепису 2001 року:
| Мова            | Кількість | Відсоток |
| --------------- | --------- | -------- |
| українська      | 1894      | 93.39%   |
| російська       | 131       | 6.46%    |
| білоруська      | 1         | 0.05%    |
| інші/не вказали | 2         | 0.10%    |
| Усього          | 2028      | 100%     |

## Історія

Чемужівка на мапі 1864 року

Дата першої згадки села - 1788 рік. Початкова назва - Тимофіївка.
За даними на 1804 рік слободка Чмужівка (Чмужовка- рос.) поселена між правим берегом річки Вшивки та  лівим берегом річки Мжи. Згідно з даними V ревізїї (дата наказу 23.06.1794) число дворів селян  складало 78, осіб чоловічої статі - 219, жіночої- 226. Також у селі проживали залежні селяни, що належали поміщику Мілорадовичу, - 6 дворів, 22 осіб чоловічої статі, 27- жіночої.
За даними на 1864 рік у казеному селі Замостянської волості Зміївського повіту, мешкало 608 осіб (335 чоловічої статі та 273 — жіночої), налічувалось 122 дворових господарства, існувала православна церква.
Село постраждало внаслідок геноциду українського народу, вчиненого урядом СССР у 1932—1933 роках, кількість встановлених жертв в Чемужівці і Пролетарському — 539 людей.
12 червня 2020 року, відповідно до Розпорядження Кабінету Міністрів України  № 725-р «Про визначення адміністративних центрів та затвердження територій територіальних громад Харківської області», увійшло до складу Зміївської міської громади.
19 липня 2020 року, в результаті адміністративно-територіальної реформи та ліквідації Зміївського району, село увійшло до складу Чугуївського району Харківської області.

## Економіка
- Молочно-товарна ферма.
- Лісництво.
- Розплідник.

## Об'єкти соціальної сфери
- Школа.
- Амбулаторія сімейної медицини.
- Поштове відділення.
- Міністадіон.
- Нічний клуб «Берізка».

## Релігія
- Церква святого Дмитра Солунського, входить до Зміївського благочинного округу Ізюмської єпархії Української православної церкви (Московського патріархату).

## Відомі люди

### Народилися
- Кришталь Арсентій Єлисійович (1913—1977) — механік-водій танка Т-34 209-го танкового батальйону 88-ї танкової бригади 15-го танкового корпусу (3-тя танкова армія), старшина. Герой Радянського Союзу.